# Albert Schnez
Albert Schnez (ur. 30 sierpnia 1911 w Abtsgmünd, zm. 26 kwietnia 2007 w Bonn) – niemiecki wojskowy, oficer Reichswehry, Wehrmachtu i Bundeswehry.

## Życiorys
Albert Schnez urodził się 30 sierpnia 1911 roku w Abtsgmünd. Pochodził z urzędniczej rodziny ze Szwabii. W 1930 roku rozpoczął służbę w 13 Pułku Piechoty Reichswehry. Był kolejno dowódcą plutonu, adiutantem dowódcy batalionu, dowódcą kompanii. W 1931 roku został skierowany do odbycia szkolenia oficerskiego w Wyższej Szkole Piechoty w Dreźnie, a następnie szkolenia kierowców. Awansowany do stopnia kapitana, służył jako adiutant dowódcy pułku w 119 Pułku Piechoty.
W chwili wybuchu wojny był adiutantem w sztabie 25 Dywizji Piechoty. Podczas kampanii francuskiej był kilkakrotnie dowódcą różnych grup bojowych. Od października 1940 do stycznia 1941 roku odbył ogólne szkolenie personelu w Akademii Wojny w Berlinie, a następnie skierowany do października 1941 roku do Departamentu Transportu Oberkommando des Heeres. W lipcu 1942 roku był adiutantem szefa transportu Wehrmachtu. W lutym 1943 roku trafił do sztabu 25 Dywizji Piechoty, walczącej na froncie wschodnim. Od 1944 w stopniu pułkownika kierował służbami transportowymi w południowej Ukrainie, a potem w Rumunii. We wrześniu 1944 roku został odznaczony Złotym Krzyżem Niemieckim i przeniesiony do Włoch, gdzie służył w oddziałach logistycznych do końca wojny.
Po kapitulacji, jako kierownik generalny niemieckich wojsk kolejowych we Włoszech, odpowiadał z ramienia Aliantów za rekonstrukcję części północnowłoskiej sieci kolejowej. W następnych latach pracował w sektorze prywatnym w rejonie Stuttgartu, gdzie handlował drewnem, tekstyliami i sprzętami użytku domowego.
W wolnym czasie organizował spotkania weteranów 25 Dywizji Piechoty, na których powstał plan sformowania kadrowej jednostki wojskowej, która w razie agresji sowieckiej miała wycofać się na zachód, by walczyć u boku Aliantów. Schnez kierował stroną logistyczną powstającej od 1950 roku organizacji, dbał również o zbieranie datków na jej funkcjonowanie. Organizacja działa głównie na południu Niemiec, skupiała ok. 10.000 ludzi. Organizacja funkcjonowała wbrew ówczesnemu prawu okupacyjnemu, które zabraniało tworzenia organizacji paramilitarnych. Zachodniemiecki wywiad dowiedział się o istnieniu organizacji dopiero rok później, gdy Schnez zaoferował władzom państwowym wykorzystanie swojej jednostki. Urząd Kanclerski polecił wówczas wywiadowi kontrolę nad organizacją. Jednostka otrzymywała niewielkie finansowanie do 1953 roku, a po powstaniu Bundeswehry stała się niepotrzebna. Data jej rozwiązania jest nieznana.
Od 4 listopada 1957 roku służył w Bundeswehrze w stopniu generała brygady na stanowisku kierownika działu logistyki w sztabie Bundeswehry. Od 1960 roku był szefem Sztabu Operacji Sił Zbrojnych, w 1962 roku awansowany na generała-majora i mianowany dowódcą 5 Dywizji Pancernej. 1 kwietnia 1965 roku został generałem-porucznikiem i dowódcą III Korpusu. Szef sztabu dowództwa wojsk lądowych od 1 października 1968 do 30 września 1971 roku.
W 1971 roku przeszedł na emeryturę. Zmarł 26 kwietnia 2007 roku w Bonn.